# Bernard Tapie
Bernard Roger Tapie (Párizs, 1943. január 26. – Párizs, 2021. október 3.) francia üzletember, politikus, miniszter.

## Életpályája
Párizs 20. kerületében született. Az édesapja, Jean-Baptiste Tapie Spanyolországból Franciaországba bevándorolt fűtésszerelő volt. Bernard mérnöki diplomát szerzett és katonai szolgálatának befejezése után ipari tanácsadóként dolgozott. Csődbe ment vállalatok felvásárlásával, feljavításával és elidegenítésével kezdett foglalkozni. A nagy haszonnal végrehajtott átszervezéseket követően jelentős szerephez jutott mind a divatcikkek, mind a sportszerek gyártásában, valamint a finommechanikai ágazatban. Ezután egy tévétársaságnál vásárolt részesedést és beszállt a kerékpársport finanszírozásába.  Később a népszerű labdarúgócsapat, az Olympique de Marseille elnöke lett. 1989-ben szocialista képviselőként bejutott a francia nemzetgyűlésbe. Pierre Bérégovoy kormányában miniszteri tisztséget is vállalt.
Az 1990-es években csalás és korrupció miatt mind politikai, mind üzleti pályafutása lehanyatlott.